# Михайлова, Галина Викторовна
Галина Викторовна Михайлова (14 июня 1977 года — 5 декабря 2016 года) — российская военная медсестра. Имела звание сержанта. Трагически погибла в Сирии при исполнении служебных обязанностей.

## Биография
У Галины было 2 сестры. Её мама и младшая сестра тоже работают медсёстрами. Работала с матерью в военном госпитале. Была анестезиологом. Была военной медсестрой биробиджанского военного госпиталя. Входила в состав бригады мобильного госпиталя, развернутого в Алеппо.
5 декабря приёмное отделение российского полевого госпиталя в Алеппо попало под артиллерийский обстрел боевиков. Галина Михайлова получила тяжёлые ранения и в скором времени скончалась. Вместе с ней погибла её коллега и близкая подруга Надежда Дураченко. На момент гибели не была замужем. У неё остался 15-летний сын.
Тела медсестёр доставили в Еврейскую автономную область. Утром на аэродроме вертолет встречала рота почетного караула и военный оркестр. День похорон погибших медсестёр был объявлен в Еврейской автономной области днём траура. Погибших женщин похоронили с воинскими почестями.

## Память
- Указом президента Российской Федерации за мужество, отвагу и самоотверженность, проявленные при исполнении воинского долга, младший сержант Надежда Дураченко и младший сержант Галина Михайлова награждены орденами Мужества посмертно[6].
- На здании медицинского колледжа, который окончили Михайлова и Дураченко, была открыта мемориальная доска[7].
- В 2018 году на территории военного госпиталя в Биробиджане погибшим в Сирии медсёстрам старшему сержанту Надежде Дураченко и сержанту Галине Михайловой был открыт памятник[8].
- Памятник медсёстрам Надежде Дураченко и Галине Михайловой был также установлен на базе Хмейним в 2020 году[9].